# Bogdany Wielkie
Bogdany Wielkie – wieś sołecka w Polsce, położona w województwie mazowieckim, w powiecie przasnyskim, w gminie Chorzele.
| SIMC    | Nazwa        | Rodzaj     |
| ------- | ------------ | ---------- |
| 0507271 | Bogdany Małe | przysiółek |

W latach 1975–1998 wieś administracyjnie należała do województwa ostrołęckiego.
Zabytkowy XIX-wieczny zespół dworski z parkiem (numer rejestrowy zabytku A-490).
W 1924 urodził się tu prof. Jerzy Kłoczowski, syn dziedziczki majątki, Kazimiery z Rykowskich Kłoczowskiej.